# Kaufleutstube

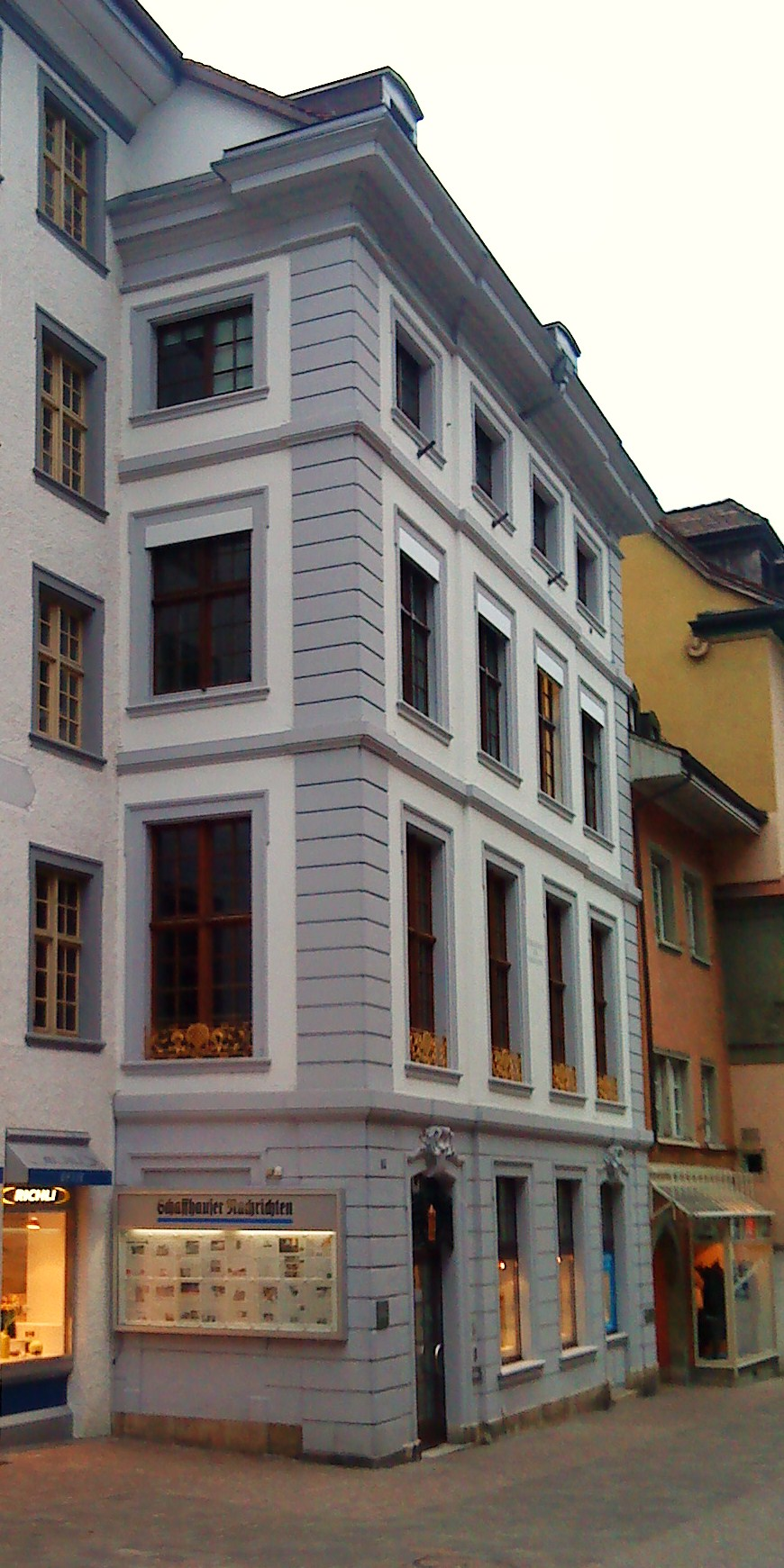
Die Kaufleutstube an der Vordergasse 58, heute Sitz der Schaffhauser Nachrichten

Die Kaufleutstube ist das Gebäude an der Vordergasse 58 in der Schaffhauser Altstadt. Die Zunft zun Kaufleuten kaufte die Liegenschaft zusammen mit dem dazugehörigen romanischen Ritterturm. 1780 wurde der einsturzgefährdete Turm abgebrochen. 1780–1784 wurde das Zunfthaus erneuert und mit einer frühklassizistischen Fassade nach Plänen des Werkmeisters Hans Conrad Spengler ausgestattet. 1876 verkaufte die Zunft das Gebäude an die Casinogesellschaft, die es 1908 an die Meier + Cie AG veräusserte. Von 1908 bis 1910 wurde es innen umgebaut und eine Buchdruckerei eingerichtet. Heute befindet sich dort die Redaktion der Schaffhauser Nachrichten.